# Keskeny-tető
A Keskeny-tető vagy Koncsiszta (szlovákul: Končistá) egy 2537,5 m magas hegy a Magas-Tátrában, Szlovákiában.
A Jeges-tavi-csúcsból délre kiágazó, hosszú, soktornyú oldalgerinc a Keskeny-tető vagy Koncsisztában éri el tetőpontját, amely után állandó eséssel ereszkedik a hegy lábához. A Déli-Koncsiszta-csorba a Déli-Koncsiszta-toronytól választja el. A csorbától dél felé a gerinc két É. előormon át emelkedik a Koncsiszta főormához. A főorom két, közel egy magasságú csúcstömbből áll, amelyet csupán néhány méter mély bemetszés választ el egymástól. A déli csúcstömb tetején egy sajátos hatalmas kovácsüllő (vagy lófej) alakú sziklaképződmény van -- ez a Jármay-asztal. 
Míg a Koncsiszta vonulatának k. oldala mindenütt meredeken szakad le a Batizfalvi-katlanba, addig Ny felé menedékesebb, törmelék borította lejtővel ereszkedik a Rét-nyereg széles törmelék-fennsíkjára, ahonnan a csúcs a legkönnyebben elérhető tátrai ormok közé tartozik. 
Első megmászók: Münnich Sándor és társai 1874 körül. 
Ifjabb Buchholtz György 1717-es tátrai panorámáján a Batizfalvi-csúccsal együtt Batisfalviens mons név alatt említi. A szepességi németek (cipszerek) Hochkamm-nak (Magas-gerinc), a szlovákok Hrebeň-nek (Gerinc) vagy Batizovský vrch-nek (Batizfalvi-hegy) nevezték a délről nézve látszólag egybefüggőnek tűnő két csúcsot. A XIX. század hatvanas éveiben azonban már gyakran használták a Koncsiszta elnevezést, majd Berzeviczy Albert az MKE 1878-as Évkönyvében rámutatott, hogy még mindig sokat összetévesztik a két különböző csúcsot és hogy a Batizfalvi-csúcs helyesen a Batizfalvi-völgy felső végén található alárendeltebb csúcs neve. A szlovák končistá (=ormos) elnevezést átvette a magyar földrajzi terminológia is, mivel dél felől nézve a Koncsiszta erre a tulajdonságra emlékeztet. 
A Jármay-asztal elnevezést Englisch K. vezette be 1900-ban az MKE Évkönyvében.